# Cot Kumbang (Seunagan)
Cot Kumbang is een bestuurslaag in het regentschap Nagan Raya van de provincie Atjeh, Indonesië. Cot Kumbang telt 194 inwoners (volkstelling 2010).